# The Ultimate Fighter 1
La primera temporada de The Ultimate Fighter (posteriormente designado The Ultimate Fighter 1) se estrenó el 17 de enero de 2005. Los equipos separados fueron dirigidos por los combatientes de UFC de peso semipesado Chuck Liddell y Randy Couture.

## Elenco

### Entrenadores
- Randy Couture, entrenador Equipo Couture
- Chuck Liddell, entrenador Equipo Liddell
- Marc Laimon, entrenador de Grappling
- Ganyao Fairtex, entrenador de Muay Thai
- Peter Welch, entrenador de Boxeo

### Peleadores
- Pesos semipesados
  -      Equipo Liddell: Bobby Southworth, Sam Hoger, Forrest Griffin, Alex Schoenauer
  -      Equipo Couture: Stephan Bonnar,  Mike Swick,  Lodune Sincaid, Jason Thacker

- Pesos medios
  -      Equipo Liddell: Josh Koscheck, Diego Sánchez, Kenny Florian, Josh Rafferty
  -      Equipo Couture: Nate Quarry, Chris Leben, Alex Karalexis, Chris Sanford

### Otros
- Anfitriones: Dana White, Willa Ford
- Narrador: Mike Rowe

## Final
Episodio 13: The Ultimate Fighter 1 Finale (9 de abril, 2005)
- Peso medio:  Diego Sánchez vs.  Kenny Florian
Sánchez derrotó a Florian vía nocaut técnico a los 2:49 de la 1ª ronda para convertirse en el ganador de peso medio de TUF.
- Peso semipesado:  Forrest Griffin vs.  Stephan Bonnar
Griffin derrotó a Bonnar vía decisión unánime (29-28, 29-28, 29-28) en lo que se describe como una de las mejores peleas en la historia de la UFC. Griffin se convirtió en el ganador de peso semipesado de TUF, pero White premio a Bonnar con otro contrato por su pelea con Griffin.

## Llaves
|  | Semifinales      | Semifinales |                |                 | Final | Final |  |
|  |                  |             |                |                 |       |       |  |
|  |                  |             |                |                 |       |       |  |
|  | Stephan Bonnar   | SUM         |                |                 |       |       |  |
|  | Stephan Bonnar   | SUM         |                |                 |       |       |  |
|  | Bobby Southworth | 1           |                |                 |       |       |  |
|  | Bobby Southworth | 1           |                | Forrest Griffin | DU    |       |  |
|  |                  |             |                | Forrest Griffin | DU    |       |  |
|  |                  |             | Stephan Bonnar | 3               |       |       |  |
|  | Forrest Griffin  | TKO         | Stephan Bonnar | 3               |       |       |  |
|  | Forrest Griffin  | TKO         |                |                 |       |       |  |
|  | Sam Hoger        | 2           |                |                 |       |       |  |
|  | Sam Hoger        | 2           |                |                 |       |       |  |
|  |                  |             |                |                 |       |       |  |

|  | Semifinales   | Semifinales |               |               | Final | Final |  |
|  |               |             |               |               |       |       |  |
|  |               |             |               |               |       |       |  |
|  | Diego Sánchez | DD          |               |               |       |       |  |
|  | Diego Sánchez | DD          |               |               |       |       |  |
|  | Josh Koscheck | 3           |               |               |       |       |  |
|  | Josh Koscheck | 3           |               | Diego Sánchez | TKO   |       |  |
|  |               |             |               | Diego Sánchez | TKO   |       |  |
|  |               |             | Kenny Florian | 1             |       |       |  |
|  | Kenny Florian | TKO         | Kenny Florian | 1             |       |       |  |
|  | Kenny Florian | TKO         |               |               |       |       |  |
|  | Chris Leben   | 2           |               |               |       |       |  |
|  | Chris Leben   | 2           |               |               |       |       |  |
|  |               |             |               |               |       |       |  |

1. ↑  Nunca peleó en Eliminaciones.
2. ↑  Reemplazo a Nate Quarry.

Leyenda
| style="border:1px solid black;" align=left |  |                   |
|                                            |  | Equipo Liddell    |
|                                            |  | Equipo Couture    |
| DU                                         |  | Decisión Unánime  |
| DD                                         |  | Decisión Dividida |
| SUM                                        |  | Sumisión          |
| TKO                                        |  | Nocaut Técnico    |

|}